# Tiambang
Tiambang is een bestuurslaag in het regentschap Bengkulu Tengah van de provincie Bengkulu, Indonesië. Tiambang telt 455 inwoners (volkstelling 2010).